# Обурнтаун (Тенеси)
Обурнтаун (енгл. Auburntown) град је у америчкој савезној држави Тенеси.

## Демографија
По попису из 2010. године број становника је 269, што је 17 (6,7%) становника више него 2000. године.
| Група             | 2000.       | 2010.       |
| Белци             | 248 (98,4%) | 250 (92,9%) |
| Афроамериканци    | 1 (0,4%)    | 5 (1,9%)    |
| Азијати           | 1 (0,4%)    | 1 (0,4%)    |
| Хиспаноамериканци | 0 (0,0%)    | 9 (3,3%)    |
| Укупно            | 252         | 269         |